# Helstorfer, Otternhagener und Schwarzes Moor
Helstorfer, Otternhagener und Schwarzes Moor este o arie protejată (sit de importanță comunitară — SCI) din Germania întinsă pe o suprafață de 1.663,61 ha, integral pe uscat.

## Localizare
Centrul sitului Helstorfer, Otternhagener und Schwarzes Moor este situat la coordonatele 52°31′31″N 9°36′24″E / 52.5253°N 9.6067°E.

## Înființare
Situl Helstorfer, Otternhagener und Schwarzes Moor a fost declarat sit de importanță comunitară în iunie 2000 pentru a proteja 1 specie de animale.

## Biodiversitate
Situată în ecoregiunea atlantică, aria protejată conține 10 habitate naturale: Lacuri și iazuri distrofice naturale, Pajiști uscate europene, Formațiuni ierboase bogate în specii de Nardus, dezvoltate pe substraturi silicioase în zone montane (și în zone submontane, în Europa continentală), Fânețe de joasă altitudine (Alopecurus pratensis, Sanguisorba officinalis), Turbării active, Mlaștini oligotrofe degradate, capabile încă de regenerare naturală, Mlaștini turboase de tranziție și turbării mișcătoare, Depresiuni pe substraturi de turbă de Rhynchosporion, Păduri acidofile de stejar bătrân cu Quercus robur pe câmpii nisipoase, Mlaștini împădurite.
La baza desemnării sitului se află o specie protejată de  nevertebrate: libelule (Leucorrhinia pectoralis).
Pe lângă speciile protejate, pe teritoriul sitului au mai fost identificate 2 specii de plante, 1 specie de reptile.